# Кроаксиј
Кроаксиј (фр. Croixille) насеље је и општина у западној Француској у региону Лоара, у департману Мајен која припада префектури Лавал.
По подацима из 2011. године у општини је живело 675 становника, а густина насељености је износила 33,9 становника/km². Општина се простире на површини од 19,91 km². Налази се на средњој надморској висини од 180 метара (максималној 188 m, а минималној 91 m).

## Демографија
| 1962. | 1968. | 1975. | 1982. | 1990. | 1999. | 2011. |
| ----- | ----- | ----- | ----- | ----- | ----- | ----- |
| 670   | 705   | 606   | 534   | 482   | 547   | 675   |

График промене броја становника у току последњих година